# Grados de gloria

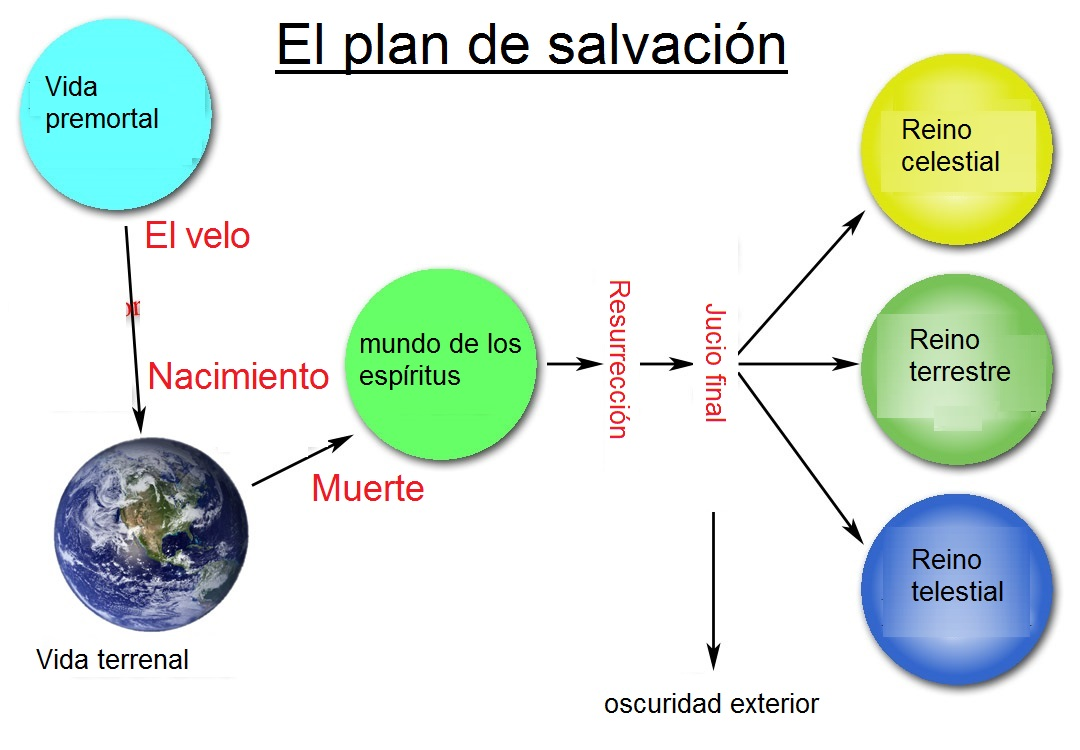
El plan de salvación

En la teología de La Iglesia de Jesucristo de los Santos de los Últimos Días, los tres grados de gloria (también llamados reinos de gloria) corresponden a la creencia de que la morada eterna final sería para casi todos aquellos que vivieron en la tierra.
El fundador de dicha iglesia, Joseph Smith, describió la «otra vida» basado principalmente en una visión que dijo haber recibido, junto a Sidney Rigdon, el 16 de febrero de 1832 en Hiram, Ohio, la cual se registró como la sección 76 de su libro Doctrina y Convenios, uno de los libros sagrados del mormonismo. De acuerdo con esta sección, el «más allá» se compone de tres grados o reinos de gloria denominados, en orden jerárquico, Reino Celestial, Reino Terrestre y Reino Telestial. Los pocos que no heredarían ningún grado de gloria, a pesar de ser seres resucitados, residirían en un estado llamado «las tinieblas de afuera» que, aunque no corresponde a un grado de gloria, a menudo se menciona dentro de este contexto. Los que van allí serían conocidos como los «hijos de perdición», y tendrían la misma condición que Lucifer y sus seguidores.

## Exégesis doctrinal
Los tres grados de gloria se describen detalladamente por primera vez dentro de la teología universal en la sección 76 de Doctrina y Convenios. En el prefacio de la sección 76 de la edición SUD de Doctrina y Convenios se entrega la siguiente explicación:

Visión manifestada a Joseph Smith el Profeta y a Sidney Rigdon en Hiram, Ohio, el 16 de febrero de 1832. Al anotar esta visión, el Profeta escribió como prefacio: “A mi regreso de la conferencia de Amherst, reanudé la traducción de las Escrituras. Según las varias revelaciones que se habían recibido, era patente que se habían quitado de la Biblia muchos puntos importantes relacionados con la salvación del hombre, o que se habían perdido antes de que se recopilara. Parecía de por sí evidente, a juzgar por las verdades que quedaban, que si Dios premiaba a cada uno de acuerdo con las obras hechas en la carne, el término ‘cielo’, al referirse a la morada eterna de los santos, tenía que incluir más de un reino. Consiguientemente...mientras traducíamos el Evangelio según San Juan, el hermano Rigdon y yo vimos la siguiente visión”. Fue después que el Profeta hubo traducido Juan 5:29 que se recibió esta visión.
B. H. Roberts, Doctrina y Convenios

La asignación a un reino en particular, después de la resurrección y el juicio final, está supeditada a la fe y las obras expuestas durante la vida mortal. La teología mormona enseña que estos reinos diferentes son a lo que se refería Jesús cuando dijo "en la casa de mi Padre muchas moradas hay" (Juan 14:2). Además, la Iglesia SUD enseña que 1 Corintios 15:40-41 habla de estos tres grados de gloria, comparándolos con la gloria del sol, la de la luna y la gloria de las estrellas.
La doctrina SUD de los tres grados de gloria se condice también con una lectura particular de Apocalipsis 22:10-11, donde Juan declara (texto interpretativo agregado en paréntesis):
10 Y me dijo: No selles las palabras de la profecía de este libro, porque el tiempo está cerca (juicio final).
11 El que es injusto, sea injusto (reino telestial); y el que es impuro, sea impuro todavía (tinieblas de afuera); y el que es justo, sea justo todavía (reino terrestre); y el que es santo, sea santo todavía (reino celestial).

## El reino celestial
El reino celestial es el más alto de los tres cielos o reinos de gloria. Se cree que corresponde al "tercer cielo" mencionado por el Apóstol Pablo en 2 Corintios 12:2, en la Biblia. Los Santos de los Últimos Días señalan también que corresponde a los conceptos de "cuerpos celestiales" y "la gloria del sol" mencionados en 1 Corintios 15:40-41.

### Moradores
El reino celestial será la residencia de las personas que han sido justas, que han aceptado las enseñanzas de Jesucristo y han vivido de conformidad a todas las ordenanzas y convenios necesarios durante su vida terrenal. También se cree que será la residencia de las personas que aceptaron y recibieron las ordenanzas y los convenios en el mundo de los espíritus, luego de la muerte. Todos los niños que mueren antes de la edad de ocho años automáticamente heredarán el reino celestial. El reino celestial será también la residencia permanente de Dios el Padre y Jesucristo.
En Doctrina y Convenios también se enseña que "a cada uno de los que entran en el reino celestial se da una piedrecita blanca, en la cual está escrito un nombre nuevo que ningún hombre conoce, sino el que lo recibe". Esta piedrecita blanca se convertirá en un Urím y Tumím para el destinatario.

### Grados dentro del reino celestial
En Doctrina y Convenios también se menciona que el reino celestial se divide en tres «cielos o grados». Sólo aquellos individuos que en vida fueron sellados en matrimonio celestial a un cónyuge en un templo (o después de la muerte por representación vicaria) se les permitirá entrar en el grado más alto del reino celestial. Estos individuos finalmente serán los "exaltados" y se les permitirá vivir "la clase de vida que tiene Dios" como dioses y diosas literales, tal como Doctrina y Convenios 132 lo declara. No se ha descrito la naturaleza de los otros dos grados del reino celestial, exceptuando la indicación de que la gente que va allí se convertirá en "ángeles ministrantes".

### Ubicación
Algunos comentaristas mormones creen que la Tierra será el reino celestial, o por lo menos un mundo celestial en el reino celestial, para los seres humanos que vivieron en la Tierra y hayan calificado para tal reino. Algunos autores pertenecientes a la Iglesia SUD, como Lynn M. Hilton, han sugerido que la tierra, al celestializarse, será trasladada al núcleo de la Vía Láctea, para morar junto a Kólob en la presencia de Dios.

## El reino terrestre
El reino terrestre está en la mitad de lo que se cree son los tres cielos o reinos de gloria. Se cree también que este reino corresponde a las descripciones de "cuerpos terrestres" y "la gloria de la luna" hechas por el Apóstol Pablo en 1 Corintios 15:40-41. La palabra terrestre proviene del latín terrestris que significa terrenal o relativo a la tierra.

### Moradores
De acuerdo a la sección 76 de Doctrina y convenios, los que habitarán en el reino terrestre son los que vivieron honorablemente, pero «fueron cegados por las artimañas de los hombres» y, por lo tanto, rechazaron la plenitud del Evangelio de Jesucristo cuando les fue presentado durante sus vidas mortales. También incluye a las personas que rechazaron el «testimonio de Jesús en la carne, mas después lo recibieron» en el mundo de los espíritus, y los que «no son valientes en el testimonio de Jesús» después de haberlo recibido.
La asignación de un reino de gloria (ya sea el celestial o el terrestre) recibido por aquellos que aceptan un testimonio de Jesús, ya fuese durante la vida o luego de la muerte física, se basa en el conocimiento de Dios de si «lo habrían recibido de todo corazón», que se manifiesta a través de las obras hechas en vida, y del sincero «deseo de sus corazones». De esta doctrina se desprende la idea mormona de no condenar al infierno a quienes no profesan aquella fe, una idea inusual entre las excluyentes doctrinas cristianas modernas.
Aquellos que heredan el reino terrestre «reciben de la presencia del Hijo, mas no la plenitud del Padre», no obstante el Espíritu Santo les ministra permanentemente.
Joseph Smith escribió que los seres trasladados, como Enoc o Elías, permanecen en el reino terrestre, hasta que sean resucitados y entren en el reino celestial.

### Ubicación
El escritor Lynn M. Hilton ha especulado, en su obra El Teorema de Kólob, que el reino terrestre podría tener una ubicación en la Vía Láctea, "en un anillo en forma de donut, alrededor del núcleo celestial [ Centro Galáctico ], más grueso en su borde interno que en su borde externo", semejante a la zona rojiza de la galaxia de Andrómeda. Tales afirmaciones sólo representan la opinión de Hilton, y no una doctrina oficial de La Iglesia de Jesucristo de los Santos de los Últimos Días.

## El reino telestial
El reino telestial es el menor de los tres cielos o reinos de gloria. Los Santos de los Últimos Días dicen que este reino corresponde a "la gloria de las estrellas" mencionada por el Apóstol Pablo en 1 Corintios 15:40-41.  Joseph Smith, en su traducción de la Biblia, añadió la expresión: «cuerpos telestiales» al mismo pasaje; alegando que era una de las "porciones preciosas" de la Biblia que se habían perdido durante la Gran Apostasía. La palabra «telestial», en inglés telestial, es un neologismo debido a Smith o a su secretario William Wines Phelps y aparece por primera vez en Doctrina y Convenios (§76), y siempre en relación con este tema, en la expresión «Reino Telestial». Algunos estudiosos mormones suponen que su etimología indica la mezcla de la palabras: «terrestre», del latín tellus (“tierra”) y «celestial», o bien un derivado del griego télos (τέλος  “fin, final, finalidad").

### Moradores
De acuerdo con el pasaje citado de Doctrina y Convenios, quienes habitarán en el «reino telestial» son aquellos: "que no recibieron el evangelio de Cristo ni el testimonio de Jesús". También incluye a "los mentirosos y los hechiceros, los adúlteros y los fornicarios, y quienquiera que ama y obra mentira". Debido a su negativa en aceptar a Jesús como su Salvador, estas personas permanecen en la prisión espiritual por 1000 años durante el reinado milenario de Cristo. Luego de que hayan transcurrido 1000 años, estos individuos resucitarán y recibirán un cuerpo físico inmortal, y se les asignará al «reino telestial».
Según Joseph Smith, estas personas serán siervos de Dios, pero «en el reino donde Dios y Cristo moran no podrán entrar, por los siglos de los siglos». Sin embargo, recibirán ministración del Espíritu Santo y de los seres del reino terrestre. A pesar de estas limitaciones, en la teología mormona ser residente en el reino telestial pareciera no ser una experiencia desagradable: "la gloria de lo telestial... sobrepuja a toda compresión".
En Doctrina y Convenios también se enseña que, así como hay diferentes grados de gloria en el reino celestial (D. y C. 131:1-4), hay diferentes grados de gloria en el reino telestial. Afirma que así "como una estrella es diferente de otra en gloria, así difieren uno y otro en gloria en el mundo telestial". La gloria de cada persona en el reino telestial puede variar en función de sus obras en vida.; véase también Bruce R. McConkie (1966). Doctrina Mormona (Salt Lake City: Bookcraft) pp. 778-779.</ref>
Smith y Rigdon declararon: "vimos la gloria y los habitantes del mundo telestial, y eran tan innumerables como las estrellas en el firmamento del cielo, o como las arenas en las playas del mar". Algunos comentaristas Santos de los Últimos Días han sugerido que, de manera implícita, esto significa que "la mayoría de los adultos que han vivido desde la época de Adán hasta nuestros días, irán al reino telestial".

### Ubicación
Lynn M. Hilton, PhD, también ha especulado en torno a este reino. En su obra El Teorema de Kólob señala que la gloria telestial podría corresponder a "un anillo en forma de donut alrededor del reino terrestre" y, en forma comparativa, podría situarse en nuestra galaxia en el área equivalente a la zona azul de la galaxia de Andrómeda.

## Las tinieblas de afuera
Si bien para el mormonismo las tinieblas de afuera corresponden a otro estado en el más allá en el que se situarán las almas de quienes han fallecido y fueron sometidas al juicio final, dicha creencia prefiere no tratar esta condición en particular dentro de los grados de gloria puesto que afirman que las tinieblas de afuera bajo ningún sentido corresponden a un estado de exaltación, como si compete a los grados de gloria.

## Supuesta influencia de Emanuel Swedenborg
Algunos, entre ellos el historiador del mormonismo D. Michael Quinn en su libro El Mormonismo en sus inicios y la Visión Mágica del Mundo, han aseverado que las diversas partes del plan de salvación fueron influenciadas, en parte, por el libro Sobre el cielo y sus maravillas y sobre el infierno de Emanuel Swedenborg. En su libro, Swedenborg escribió que "hay tres cielos" que son "totalmente distintos uno del otro". Swedenborg llama al cielo más alto "el Reino Celestial". También declaró que los habitantes de los tres cielos corresponden al "sol, la luna y las estrellas". Si bien algunos historiadores creen que Smith estaba familiarizado con la teología de Swedenborg, al menos en 1839, otros han argumentado que nunca tuvo acceso a los escritos de Swedenborg. Richard L. Bushman, uno de los biógrafos de Smith, ha sostenido que es más probable que Smith y Swedenborg hayan desarrollado sus ideas de forma independiente, basados en 1 Corintios 15.